# Gerald Ford
Gerald Rudolph Ford Jr. (Omaha, 14. srpnja 1913. – Rancho Mirage, 26. prosinca 2006.) bio je 38. predsjednik i 40. potpredsjednik SAD-a.

## Rani život
Gerald Ford se rodio 14. srpnja 1913. godine u obitelji Leslieja Lyncha Kinga i Dorothy Ayer Gardner. Po rođenju je dobio ime Leslie Lynch King Jr. Međutim, pet mjeseci kasnije majka mu se razvela od oca, a dvije godine kasnije udala za Geralda Forda. Majka mu je promijenila ime, nazvavši ga Po očuhu, iako formalno nije bio posvojen. Gerald Ford Jr. je tek s 15 godina saznao istinu o svom porijeklu, ali to nikada nije zamjerio roditeljima, odlučivši da zadrži ime "Gerald Ford Jr".
Gerald Ford je rane godine proveo u gradu Grand Rapids u Michiganu. Još kao dječak, Gerald Ford se istakao u Izviđačima, a u školi je razvio sklonost prema športu, pogotovo američkom nogometu. U srednjoj školi je postao kapetan školskog tima, zbog čega je privukao pažnju trenera visokoškolskih timova. 
Ford se poslije upisao na Univerzitet u Michiganu, gdje se ponovno istakao kao igrač američkog nogometa. Zahvaljujući njemu, tamošnji tim je 1932. i 1933. godinu proveo bez poraza. Fordov talent je sada privukao pažnju profesionalnih timova, pa su mu Green Bay Packersi i Detroit Lionsi ponudili da karijeru nastavi u NFL ligi.
Ford je to odbio i umjesto toga otišao na Yale, gdje je pohađao tamošnji pravni fakultet. Tamo se po prvi put počeo ozbiljnije zanimati za politiku. Kao i mnogi Amerikanci u to doba, mladi Ford je bio izolacionist te se protivio američkom sudjelovanju u Drugom svjetskom ratu, koji je tada počeo bjesniti u Europi. Godine 1939. je potpisao peticiju kojom se protestiralo protiv tadašnjeg Zakona o neutralnosti, za koga se smatralo da predstavlja pokušaj predsjednika Roosevelta da SAD na mala vrata uvuče na stranu Britanije i Francuske.
Ford je diplomu pravnog fakulteta stekao 1941. godine, a potom primljen u advokatsku komoru Michigana. Ubrzo nakon toga je japanski napad na Pearl Harbor konačno uvukao SAD u rat. Ford je, kao i mnogi njegovi sunarodnjaci, tada odlučio sudjelovati u ratu te se priključio mornaričkoj rezervi. Nakon jednogodišnje obuke je 1943. godine poslan na nosač aviona USS Monterey, a na Pacifiku je sudjelovao u mnogim teškim borbama protiv japanskih snaga. Od svega je ipak Fordu najteže iskustvo bila velika oluja u Filipinskom moru u prosincu 1944. godine, prilikom koje su oštećeni mnogi američki brodovi, uključujući i Monterey.
Ford je nakon toga premješten s Montereya, te je posljednje mjesece rata proveo na kopnu, daleko od ratnih događaja. Iz mornarice je demobiliziran u veljači 1946. godine. Njegovo ratno iskustvo je imalo veliki utjecaj na političke stavove. Nekoć gorljivi izolacionist se pretvorio u velikog internacionalista, odnosno zagovornika što većeg sudjelovanja SAD u svjetskim zbivanjima.

## Politička karijera
Ford je svoje stavove odlučio primijeniti u praksu tako što se aktivno uključio u lokalnu politiku Michigana kao član Republikanske stranke, u to vrijeme duboko podijeljene na konzervativnu i izolacionističku, te liberalnu i internacionalističku frakciju. Predstavnik ovih prvih je bio Bartel J. Jonkman, koji je u Kongresu godinama bio zastupao Fordov izborni okrug.
Iako su mnogi držali da protiv veterana Jonkmana nema šanse, Ford je iskorištavao svoju relativnu mladost i status junaka te počeo obilaziti lokalne farmere obećajući im da će pomusti njihove krave ako bude izabran. 
Izbornoj kampanji je poticaj dalo i vjenčanje s Betty Bloomer Warren, bivšim fotomodelom, balerinom i lokalnom dobrotvorkom. Gerald i Betty Ford, kojoj je to bio drugi brak, imaju tri sina, jednu kći i sedmoro unučadi. 
Godine 1949. je Fordova kampanja urodila plodom. Nakon što je izabran u Kongres s dvaput više glasova od svog protivnika, ispunio je svoje obećanjeo mužnji krava. To ga je učinilo jednim od najpopularnijih kongresnika svog doba.
Ford nakon toga nije imao problema da još dvanaest puta dobije izbore u svom okrugu. To se počelo odražavati i na njegov položaj u Washingtonu, gdje je postupno postajao jedan od najuglednijih članova republikanske frakcije u Kongresu. Sa samo dvije godine kongresnog staža je, usprkos relativne mladosti, dobio mjesto u prestižnom odboru za financije.
Ford je u Kongresu nastojao biti umjeren, nastojeći u nizu pitanja postići kompromis između svojih liberalnih i konzervativnih kolega. U vanjskopolitičkim pitanjima je bio gorljivi internacionalist, ali je u financijskim pitanjima bio konzervativac, protiveći se nastojanjima da se SAD pretvore u državu blagostanja na račun svojih poreznih obveznika.
Ti su stavovi dobili posebnu važnost nakon što je Ford 1963. godine izabran za vođu republikanske manjine u Kongresu. Iste je godine Ford bio i članom Warrenove komisije koja je donijela kontroverzne zaključke o ubojstvu predsjednika Kennedyja.
Ford je u to doba, zahvaljujući svojoj dobroćudnosti, stekao veliki broj prijatelja u obje stranke i među osobama različitih političkih shvaćanja. To, međutim, nije uključivalo predsjednika Johnsona, kome se zamjerio oštrom kritikom projekta Veliko društvo. Johnsonov nasljednik Nixon je, pak, prema Fordu imao daleko bolje mišljenje.

## Potpredsjednik SAD
Ključni događaj u Fordovoj političkoj karijeri bilo je izbijanje afere Watergate. Godine 1973. su mediji, a kasnije i specijalni istražitelji, razotkrili cijeli niz financijskih i drugih malverzacija vezanih uz najuži krug suradnika predsjednika Nixona. 
Istraga je, između ostalih, razotkrila kako je potpredsjednik SAD-a Spiro Agnew, u doba kada je bio guverner Marylanda, utajivao porez i prao novac. Suočen sa sudskim procesom i mogućnošću da završi u zatvoru, Agnew je 10. listopada 1973. godine podnio ostavku.
Time su SAD ostale bez potpredsjednika i Nixon je, po Ustavu SAD, bio prisiljen imenovati zamjenu. Dva dana kasnije je izbor pao na Geralda Forda koji, dijelom zbog karaktera, dijelom zbog umjerenih političkih shvaćanja, u očima javnosti nije bio povezan s Nixonom, odnosno najkontroverznijim aspektima njegovog predsjedništva
Forda je 27. studenog potvrdio Senat s 92 glasa "za" i 3 "protiv", dok je Zastupnički dom to učinio 6. prosinca s 387 glasa "za" i 35 "protiv". Gerald Ford je istog dana položio zakletvu.
Ford kao potpredsjednik, za razliku od svojih prethodnika, nije pokazivao neku veliku aktivnost na novoj dužnosti, a i javnost ga je uglavnom ignorirala, u potpunosti okrenuta prema Nixonu i daljem otkrivanju sve razornijih detalja o aferi Watergate. 
Dana 1. kolovoza 1974. godine Forda je posjetio Alexander Haig, tadašnji načelnik Bijele kuće, te saopćio kako su pronađeni novi dokazi koji teško optužuju Nixona, te da predsjedniku preostaje da bira hoće li podnijeti ostavku ili biti opozvan. U oba slučaja novi predsjednik je po Ustavu trebao postati Ford.

## Predsjednik SAD
Nixon je ostavku podnio 9. kolovoza 1974. godine Ford je isti dan položio zakletvu te postao prvi predsjednik u povijesti koji na tu dužnost nije došao temeljem demokratskih izbora. Kao jednu od svojih prvih važnijih odluka, na ispražnjeno mjesto potpredsjednika je 20. kolovoza 1974. godine imenovao njujorškog guvernera Nelsona Rockefellera, kojeg su kasnije potvrdila od oba doma Kongresa.
Isto onako kao što je pomogla njegovom dolasku u Bijelu kuću, afera Watergate je imala snažan efekt na Fordov predsjednički mandat. Mjesec dana nakon Nixonove ostavke, 9. rujna 1974. godine Ford je potpisao ukaz kojim se Nixon abolira za eventualne zločine počinjene tokom afere Watergate. U televizijskom obraćanju naciji, Ford je to nastojao objasniti željom da se postigne nacionalno pomirenje, a u istu svrhu je objavio uvjetnu aboliciju mladića koji su, protestirajući zbog vijetnamskog rata, dezertirali iz američke vojske, odnosno pobjegli u Kanadu.
Američka javnost, pogotovo ona liberalna i lijevo orijentirana, nije imala razumijevanja za Fordov potez. Nixon je bio toliko omražen da je odluka o aboliciji protumačena kao veleizdaja, a čak su i mnogi uvaženi članovi Fordove administracije u znak protesta dali ostavku. 
Ford se u sljedeća dva mjeseca uzalud nastojao prikazati drukčijim od Nixona, usprkos toga što je njegov potpredsjednik Rockfeller uživao reputaciju liberala, a njegova supruga Betty Ford bila gorljiva feministica, te s tadašnjom javnosti dijelila izuzetno popularne stavove o legalizaciji abortusa, marihuane i predbračnom seksu.
Prosvjed protiv Forda se odrazio i na kongresne izbore u studenom 1974. godine. Republikanski kandidati su hametice poraženi, a demokrati su po prvi put nakon dugo vremena stekli dvotrećinsku većinu u Zastupničkom domu Kongresa. Time su stekli mogućnost da zaobilaze predsjednički veto, te je Ford, izgubivši mogućnost da bilo kako utječe na rad Kongresa, ostatak mandata proveo kao jedan od političkih najslabijih predsjednika u povijesti.
Ti su se izbori odrazili i na vijetnamski rat, s obzirom na to da su mnogi od novoizabranih kongresnika i senatora bili njegovi žestoki protivnici. U proljeće 1975. godine je Sjeverni Vijetnam poduzeo ofenzivu na Južni Vijetnam, a SAD više nisu bile u stanju intervenirati kako bi spasili svoje saveznike, a jedino što su učinili bilo je evakuacija vlastita veleposlanstva iz Ho Ši Mina. Time je formalno završio Vijetnamski rat, a komunističke snage su poslije preuzele kontrolu nad Laosom i Kambodžom. Jedina ozbiljnija akcija vezana uz te događaje bio je neuspjeli pokušaj spašavanja mornara američkog ratnog broda USS Mayaguez, kojeg su zaplijenili pobjednički Crveni Kmeri u Kambodži.
U drugim aspektima Fordova vanjska politika, zahvaljujući tome što je kao državni tajnik zadržan Henry Kissinger, predstavljala je kontinuitet s onom Nixonovom. Nastavljen je detant sa Sovjetskim Savezom, a hladni rat ušao u jednu od svojih mirnijih faza. Sa SSSR-om je potpisani i Sporazumi iz Helsinkija, na temelju kojih je u Europi ustanovljeno načelo o nepromjenljivosti granica, ali i obaveza poštovanja ljudskih prava. Ford je nastavio i s politikom približavanja NR Kini. 
Na unutrašnjem planu je Fordov mandat obilježen posljedicama naftnog šoka 1973. godine, kao i sve veće inflacije. SAD su se u to doba suočavale s prvom velikom ekonomskom krizom nakon Velike depresije. Ona je izazvala pad životnog standarda kod velikog broja stanovnika, ali i kolaps mnogih ambicioznih socijalnih reformi za koje su se zalagali tada pretežno liberalni političari. SAD su zabilježili dotada nezapmaćeno povećanje kriminala, isto kao i porast bezakonja u mnogim gradovima. Karakterističan je primjer New York, čija je uprava 1975. godine bila prisiljena proglasiti stečaj.
Ford je u to doba bio prilično nepopularan, a prilikom turneje u Kaliforniji u rujnu 1975. godine preživio je dva pokušaja atentata.
Ford je prilično nevoljko pristao da se 1976. godine na redovnim izborima natječe za mjesto predsjednika. Mnogi su smatrali da, s obzirom na ekonomske probleme i veliku nepopularnost, nema nikakve šanse. S druge strane mu je desno, konzervativno krilo Republikanske stranke zamjeralo na popustljivosti prema SSSR-u. Njihov kandidat Ronald Reagan je ozbiljno izazvao Forda na preliminarnim izborima, da bi odustao tek na republikanskoj izbornoj konvenciji u Kansas Cityju. Njegov govor na toj konvenciji je zasjenio Fordov, a konzervativci su uspjeli Forda natjerati da kao potpredsjedničkog kandidata umjesto liberala Rockfellera uzme konzervativca Boba Dolea.
Demokrati su, pak, kao svog kandidata izabrali Jimmyja Cartera, relativno slabo poznatog guvernera Georgije. Gorljivi kršćanin, ali umjeren u društvenim stavovima, Carter je bio viđen kao oličenje reforme koja će počistiti korumpirani i nesposobni Washington. Zbog toga je na samom početku kampanje u anketama imao preko 30 % prednosti nad Fordom.
Ford se, s druge strane, po prvi put iskazao kao sposoban političar i vrlo brzo iskoristio neke od Carterovih gafova kako bi utrku pred kraj učinio prilično neizvjesnom. Međutim, gaf koji je sam Ford učinio u jednoj od televizijskih debata u oktobru 1976. je donio malu, ali odlučnu prevagu Carteru an izborima mjesec dana kasnije. Ford je zato ostatak svog mandata proveo kao jedini neizabrani predsjednik SAD.

## Poslije predsjedništva
Ford je temeljem Ustava imao pravo da se natječe za jedan predsjednički mandat, odnosno mogao je ući u izbornu utrku 1980. godine. Međutim, iako je njegov nasljednik Carter također bio opterećen sa serijom ekonomskih i drugih problema, Ford se odlučio oprostiti od aktivnog bavljenja politikom. Razlog za to su bili i obiteljski problemi, posebno alkoholizam njegove supruge Betty.
Umjesto toga Ford je uglavnom sudjelovao na republikanskim izbornim i drugim skupovima, a vrijeme provodio igrajući golf, uglavnom sa svojim dobrim prijateljom, komičarem Bobom Hopeom.
Protok vremena je bitno poboljšao reputaciju Geralda Forda. Nakon Carterovog predsjedništva, počeo se smatrati daleko sposobnijim državnikom nego ranije. Istovremeno je Reaganov konzervativizam mnoge liberale i ljevičare iz 1970-ih natjerao da počnu cijeniti Fordove umjerene poglede. Gerald Ford je nakon predsjedništva uživao reputaciju jednog od najuglednijih američkih političara.
Ford je umro 26. prosinca 2006. godine, te je time postao najdugovječniji američki predsjednik nakon Ronalda Reagana. 

## Vanjske poveznice

### Izdana djela
- First State of the Union Address  Arhivirana inačica izvorne stranice od 10. travnja 2023. (Wayback Machine).
- Second State of the Union Address  Arhivirana inačica izvorne stranice od 9. travnja 2023. (Wayback Machine).
- Third State of the Union Address  Arhivirana inačica izvorne stranice od 11. travnja 2023. (Wayback Machine).

### Knjižnice i muzeji
- Gerald R. Ford Foundation.
- Ford Library and Museum.
- National Archives materials.

### Biografije
- White House biography  Arhivirana inačica izvorne stranice od 11. travnja 2007. (Wayback Machine).
- U.S. Congress biographical entry.
- Brief biography of Gerald Ford.

### Multimedia
- Audio recordings of Ford's speeches.